# Теорема Столпера — Самуельсона
Теорема Столпера — Самуельсона (Залежність цін факторів виробництва від цін на товари) — складова частина моделі Хекшера — Оліна — Самуельсона. Сформульована Вольфгангом Столпером і Полом Самуельсоном в 1941 році. Згідно з теоремою Столпера — Самуельсона, при виконанні зазначених передумов встановлення вільних торговельних відносин призводить до зростання винагороди фактора, що інтенсивно використовується у виробництві товару, ціна якого збільшується, та зменшення винагороди фактора, що інтенсивно використовується у виробництві товару, ціна якого знижується, незалежно від того, яка структура споживання цих товарів власниками факторів виробництва.
Визначальне положення теореми можна сформулювати так: якщо відсутнє спільне виробництво, а економіка характеризується досконалою конкуренцією (тобто ціна кінцевого продукту дорівнює сумі цін факторів виробництва), то ціна продукту змінюється настільки, наскільки в середньому змінюється ціна факторів виробництва.

#### Передумови
Модель "2х2х2" (2 фактори виробництва, 2 товари, 2 країни); існує абсолютна конкуренція; фактори виробництва можуть рухатись між секторами у межах країни; встановлення торговельних відносин призводить до зростання відносної ціни на зерно.

### Приклад
Розгляд теореми Столпера — Самуельсона почнемо з аналізу графічної моделі, що ілюструє кордон виробничих можливостей умовної країни, наприклад Англії (рис. 1.).
Припустимо, що в умовах вільної торгівлі Англія виробляє обсяги продукції, відповідні координатам точки:

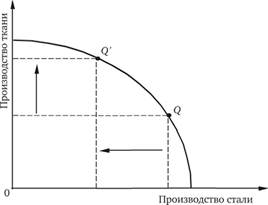
Приклад. Англія

Зміна структури обсягів випуску продукції Q, експортуючи при цьому сталь в обмін на імпортовану тканину. Припустимо також, що для захисту інтересів національних виробників тканини Англія вводить мито на імпорт тканини, яка піднімає внутрішню відносну ціну тканини або знижує відносну ціну стали. В результаті прибуток, одержуваний виробниками тканини, буде зростати, а виробники стали нестимуть втрати. У свою чергу, зростання прибутку буде стимулювати виробників тканини розширювати випуск, а втрати змусять виробників стали скорочувати її виробництво; в результаті економіка Англії займе на кривій виробничих можливостей положення, відповідне точці Q '.
Очевидно, що в цих умовах повинна зрости ціна праці, інтенсивно використовується при виробництві тканини, і знизитися ціна іншого фактора виробництва — капіталу [2]. Підтвердимо наше припущення відповідним аналізом числових даних. Припустимо для цього, що оптимальна технологія виробництва продукції, що відповідає точці Q задана вихідними даними, представленими в табл.1 Витрати ресурсів (див. нижче), але ці ресурси залишаються капіталовмісткі.
| Продукція, що виготовляється | Витрати на одиницю випуску праці (L) | Витрати на одиницю випуску капіталу (K) |
| ---------------------------- | ------------------------------------ | --------------------------------------- |
| Тканина, м²                  | 4 (L1)                               | 1(K1)                                   |
| Сталь, т                     | 2(L2)                                | 3(K2)                                   |

Звідси випливає, що сталеливарна промисловість при зниженні обсягів випуску на 1 т вивільняє 2 од. праці та 3 од. капіталу, але ткацька промисловість може використовувати на додатковий 1 м² тканини 4 од. праці та 1 од. капіталу. Таким чином, сталеливарна промисловість вивільняє меншу кількість праці на одиницю капіталу (або більшу кількість капіталу на одиницю праці), ніж ткацька промисловість бажає отримати.
Наприклад, якщо випуск сталі зменшиться на 1 т, а випуск тканини збільшиться на 1 м², з'явиться надлишок попиту на працю в 2 од. і надлишок пропозиції капіталу також в 2 од. Надлишковий попит на працю буде означати збільшення (зростання) заробітної плати, а надлишок пропозиції капіталу — зменшення розміру процентної ставки.
Формула ціни кожного товару може бути записана наступним чином: P1=L1*w+K1*i
P2=L2*w+K2*i, де
P1 — ціна товару 1 (тканина); P2 — Ціна товару 2 (сталь); w — ставка заробітної плати за одиницю праці (ціна праці); і — ставка відсотка за використання одиниці капіталу (ціна капіталу).
Якщо по осі абсцис відкладати заробітну плату w, а по осі ординат — ставку відсотка І, то, використовуючи рівняння для Р1 і Р2, можна побудувати графік, що показує залежність ціни факторів виробництва від ціни товарів (рис. 1.2).

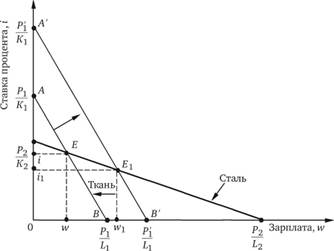
Приклад, продовження. Англія

Оскільки товар 1 (тканина) вимагає щодо великих витрат праці в порівнянні з товаром 2 (сталь), то і відповідний йому графік виходить більш крутим по відношенню до осі абсцис. Рівновага досягається в точці Е, яка і визначає ціну факторів виробництва (праці і капіталу) при існуючому рівні цін на товари 1 і 2 — це w і і.
Припустимо далі, що ціна товару 1 з якихось причин зросла з до. Лінія АВ при цьому пересунеться паралельно самій собі в положення A'B, визначивши нову рівновагу економічної системи в точці E1.
При зростанні ціни товару 1 (тканина) нова ціна праці складе величину w1, а нова ціна капіталу — i1. Як випливає з графічної моделі, ціна праці зросла з w до w1 а ціна капіталу впала з і до i1.
В результаті торгівлі зросла ціна фактора, інтенсивно використовується для виробництва товару 1, ціна якого зросла (наприклад, внаслідок того, що його стали експортувати за кордон або на його імпорт було введено мито). Ціна іншого чинника — капіталу, використовуваного для виробництва товару 1 менш інтенсивно, впала.
Аналогічним способом легко переконатися в тому, що зростання ціни на товар 2 (сталь) призведе до збільшення ставки відсотка на капітал і падіння рівня заробітної плати.